# Lodyteklotter
Lodyteklotter (Lecanographa abscondita) är en lavart som först beskrevs av Theodor 'Thore' Magnus Fries, och fick sitt nu gällande namn av Egea & Torrente. Lodyteklotter ingår i släktet Lecanographa och familjen Roccellaceae.  Arten är reproducerande i Sverige. Inga underarter finns listade i Catalogue of Life.